# Schinopsis balansae

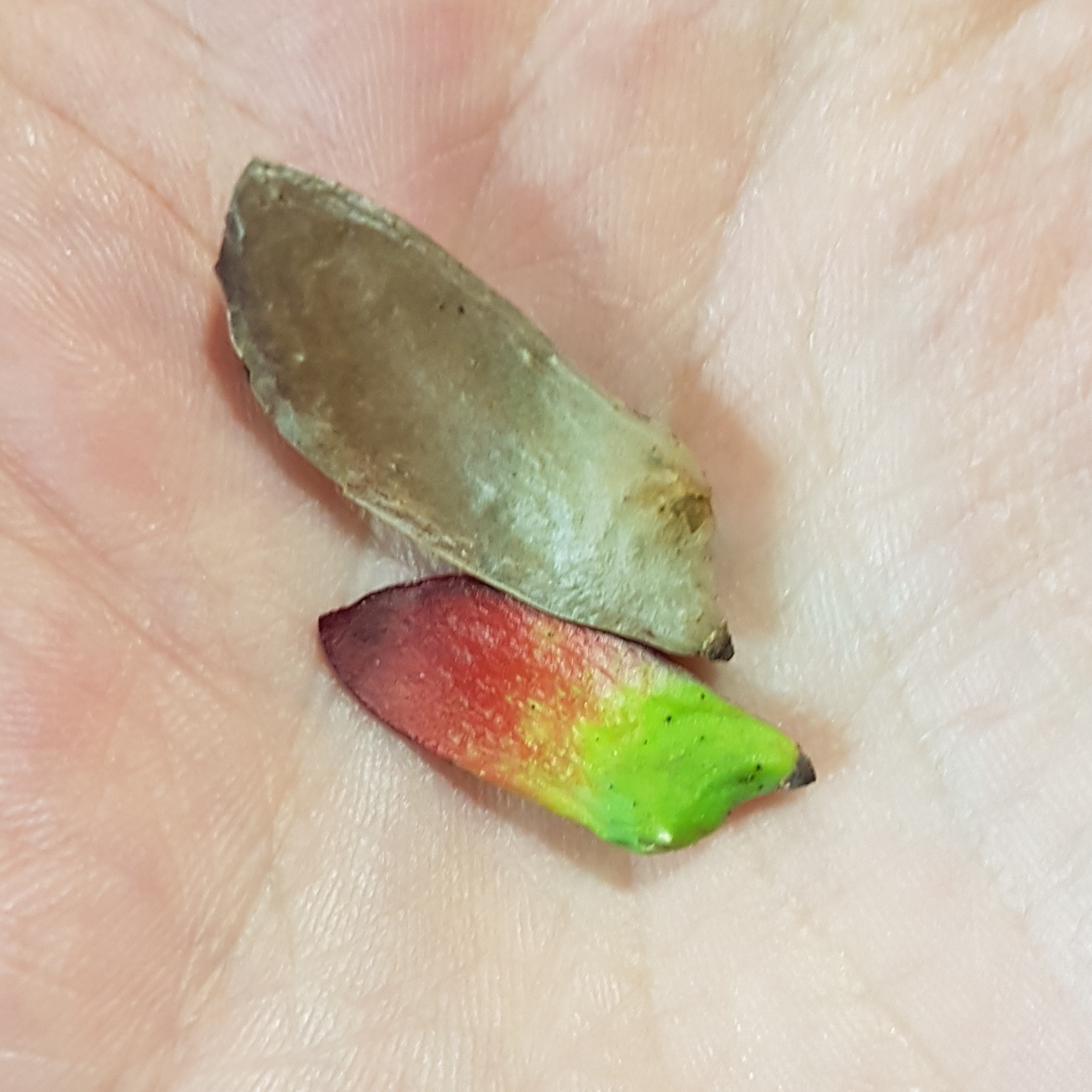
Semilla

El quebracho colorado chaqueño (Schinopsis balansae) es un árbol nativo de Sudamérica, muy apreciado por su madera, utilizada en ebanistería, y por su alto contenido en taninos. Crecía en abundancia al norte de Santa Fe (Argentina), y actualmente en la zona oriental de la región chaqueña, abarcando los departamentos paraguayos de Alto Paraguay y Presidente Hayes, los departamentos bolivianos de Tarija y Chuquisaca y las provincias argentinas de Formosa y Chaco, aunque debido a la muy intensa explotación por parte de empresas como la británica La Forestal del pasado siglo y a la muy reducida tasa de crecimiento la población se ha reducido de manera alarmante.
Es un árbol de gran tamaño; necesita temperaturas elevadas y mucha luz solar para su desarrollo. Tiene raíces pivotantes profundas, y un tronco recto, en cuyos nódulos se forman ramificaciones en forma de espina. La copa tiene forma de cono invertido.
La madera, de color castaño a rojizo, es muy dura, pesada —su peso específico alcanza 1.39— y fuerte; es sumamente resistente a la humedad, por lo que se emplea en muebles de calidad, y ha sido la principal madera para confeccionar los rectangulares y longilíneos "durmientes"  que soportan los rieles de los ferrocarriles en gran parte de Argentina. Es muy rico en el astringente tanino, usado principalmente para la curtiembre. Es posible extraer 1200 a 1250 kg/m³ de tanino de ella, un rendimiento de un 38% de su peso total.

Esto provocó una tala indiscriminada de los quebrachales durante los cuarenta primeros años del siglo XX hasta que se sustituyó por Acacia mearnsii como principal fuente de este producto.
En 1956 fue declarado "Árbol Forestal Nacional" de la República Argentina.

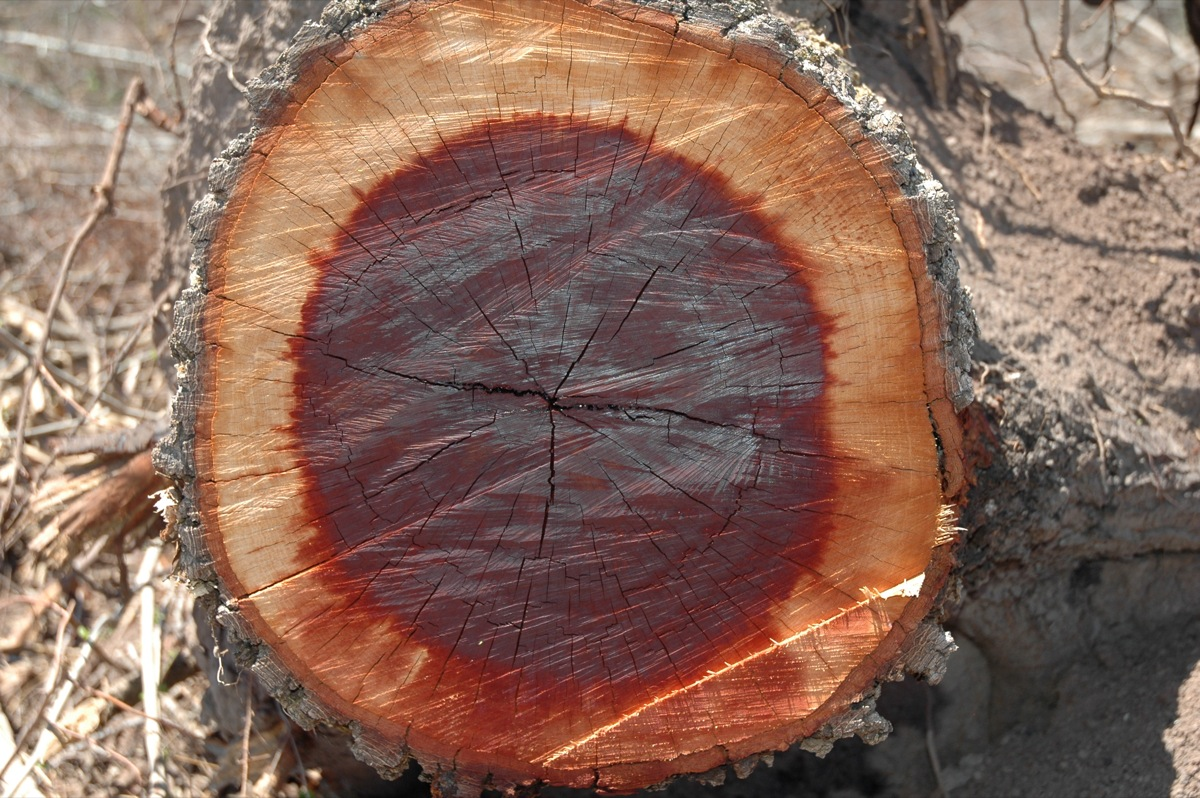
Madera

## Etimología
Este árbol, como todos los llamados quebrachos, recibe su nombre de la frase en castellano antiguo «quebra hacho» debido a la suma dureza de sus maderas.

### Nombres comunes
- quebracho colorado, quebracho variedad tupí, quebracho variedad jakaré, quebracho colorado chaqueño.

## Descripción
Su tronco es recto y tiene un diámetro mayor a un metro. Puede llegar a vivir 320 años. La copa es poco desarrollada y tiene la forma de un cono invertido. La corteza es gruesa, pardo-grisácea, con grietas profundas que forman placas irregulares. Las ramitas jóvenes tienen un color grisáceo y están provistas a veces de espinas. Las espinas tienen una longitud de 2 cm, son rectas y agudas.
Las hojas son simples y alternas. El haz tiene un color verde intenso y el envés es verde-grisáceo. Las nervaduras son más prominentes en el envés de la hoja. Los márgenes de la hoja son levemente ondulados y la base es redondeada. Las inflorescencias son panojas terminales y panículas axilares. Las flores son diminutas de color blanco-verdoso o rojizo.
Los frutos poseen un ala lateral, la parte seminífera es romboidal. Las raíces pivotantes y fuertes, que en arbolitos jóvenes llegan ya a grandes profundidades, dificultando su trasplante.
La explotación de modo industrial comenzó a fines de siglo 1801 en el nordeste de la argentina Provincia de Santa Fe, donde existían concentraciones importantes de bosques de quebracho colorado, árbol que debido a la dureza de la madera se emplea para durmientes de ferrocarril y postes y del que se extrae el tanino, sustancia usada en el curtido de cueros.

## Fenología
Sus características de fenología: florece de noviembre a marzo y fructifica de febrero a abril. Es la especie dominante en las isletas boscosas del Chaco húmedo.

## Distribución
Se encuentra al quebracho colorado en el oeste y centro del Paraguay, noreste argentino, oriente de Bolivia y sudeste del Brasil.

## Usos del quebracho colorado
El quebracho colorado tiene una madera persistente, casi imputrescible. El duramen contiene extracto de tanino en un 38 % del peso total. El extracto de tanino sirve para curtir diversos cueros, razón por la cual esta especie se explotó masivamente.
Por la explotación indiscriminada y deforestación masiva de la que fue objeto el Quebracho Colorado, no se puede definir claramente el área de la distribución original de la especie, pero se sabe a grandes rasgos que habitaba el Chaco húmedo y zonas aledañas al río Paraguay. Es un árbol característico de Brasil, Argentina y Paraguay.
El árbol, con tantas propiedades significativas, también es usado en la medicina popular. Las hojas tienen muchas aplicaciones. Los Maskoy tienen la creencia que la madera puede ahuyentar al alma del enemigo que ha sido matado porque «La madera [del quebracho] al quemarse crepita tan fuerte que el alma [del enemigo asesinado] se asusta y [así] el alma en pena no hace ningún daño».

### Uso medicinal
El cocimiento de la madera es astringente y se usa para tratar diarreas y disentería, externamente para lavar heridas y úlceras cutáneas  y en el lavado vaginal; el cocimiento de la raíz se usa para tratar diarreas y disentería y como depurativo.

### Uso forrajero
Las hojas constituyen un buen recurso forrajero, siendo de gran provecho para el ganado.

### Uso ritual
Este árbol también representa de manera importante la cultura indígena, sabiendo que para los pueblos originarios que habitan el Paraguay los árboles y otras plantas tienen un origen místico. Por ejemplo, algunas etnias hablan de hombres que se volvieron árboles debido a un acontecimiento, por lo general, trágico.
Los Lengua-Maskoy hacen fuego con las ramas de esta especie para proteger a una persona que haya matado a otra o a un yaguar, ya que de lo contrario el alma de éstos vendrá a atacarlo.
Hoy en día, la madera del quebracho colorado es apreciada como carbón para prender el fuego del asado o barbacoa. También los ayoreos usan su leña tradicionalmente para asar la carne en el horno subterráneo.

## El  coronillo
Una especie de quebracho colorado es también conocida con el nombre de coronillo, Schinopsis quebracho-colorado (Schltdl.) F.A.Barkley & T.Mey., pero su tronco suele ser más tortuoso que el del quebracho colorado común, por lo cual es menos apto para uso en construcciones.
Las hojas del coronillo son compuestas y por tanto muy diferentes a las del quebracho colorado. Sus flores son pequeñas y amarillentas. Las semillas presentan un color rojo muy atractivo cuando están verdes. Mucha gente los confunde por su floración similar.
Este árbol se conoce en Argentina (en algunas regiones) como quebracho colorado. De ahí su nombre científico. El coronillo es propio del monte chaqueño.

## Taxonomía
Schinopsis balansae fue descrita por Heinrich Gustav Adolf Engler  y publicado en Botanische Jahrbücher für Systematik, Pflanzengeschichte und Pflanzengeographie 6: 286. 1885.
Sinonimia
- Quebrachia morongii Britton
- Schinopsis balansae var. pendula Tortorelli[6]